# L'Intruse (pièce de théâtre)
Pour les articles homonymes, voir L'Intruse.

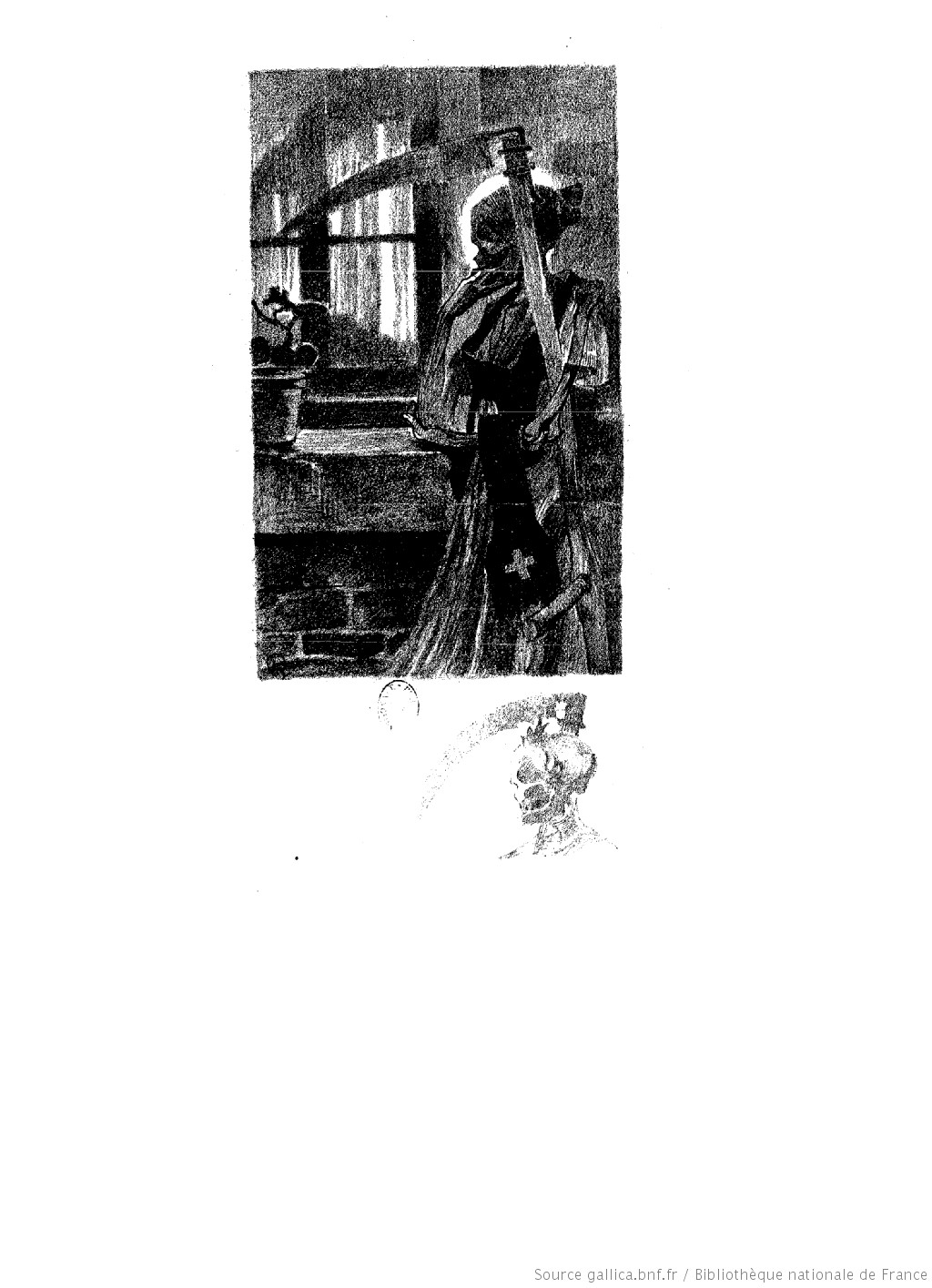
Auguste Donnay (1862-1921) illustration pour L'intruse in Théâtre de Maurice Maeterlinck, 1901-1902 (BNF/Gallica)

L'Intruse est un drame en un acte, écrit par Maurice Maeterlinck, en 1890. Cette pièce appartient au théâtre de l'intériorité que l'auteur a institué. Elle constitue la première partie de ce que Maeterlinck appelle lui-même « une petite trilogie de la mort ». Les deux autres volets sont Les Aveugles et Les Sept Princesses (1891).
La pièce est créée en 1891 au Théâtre d'Art fondé par Paul Fort, dans une mise en scène de Lugné-Poe. Les décors sont conçus par des peintres nabis.

## Argument
Dans la salle d'un vieux château, un vieillard aveugle, entouré de sa famille, devine à des signes imperceptibles la présence de la mort qui va frapper sa fille. La pièce est construite sur l'attente, l'inquiétude et la prémonition. L'aïeul, isolé par la cécité, a gardé intacte son intuition. Il est le seul à pouvoir interpréter le tremblement des arbres, le silence des oiseaux et des cygnes, l'entrée du froid dans la salle. En contact avec les ténèbres, il comprend l'inconnu.
Dans la pensée mystique, l'interprétation est évidente : la vision intérieure devient source de lumière et de connaissance. L'aveugle, dans son enfermement, est le seul « voyant ». Ce thème rejoint aussi l'interprétation moderne que Bauchau donne du mythe d'Œdipe :
« Les malades psychiques, comme Œdipe, ne voient pas ce qui leur crève les yeux et c'est en travaillant leur aveuglement par l'analyse qu'ils entreprennent d'aller vers plus de clairvoyance. »
— H. Bauchau, L'Écriture et la circonstance
Dans cette pièce, Maeterlinck crée une atmosphère inquiétante et lourde. Les « trois filles » qui entourent l'aïeul rappellent le chœur antique. Dans ce lieu clos, l'approche impalpable du « personnage sublime » engendre une terreur croissante qui cesse brusquement à l'entrée d'une sœur de charité. « En ses vêtements noirs », elle fait un simple signe de croix pour annoncer que le pire s'est produit, que l'attente a pris fin. L'aveugle reste seul.

### Éditions
- M. Maeterlinck, « L'Intruse » dans : La Belgique fin de siècle, édition établie par Paul Gorceix, Bruxelles : Complexe, 1997  (ISBN 2-87027-670-2)
- Maurice Maeterlinck et Paul Gorceix (éd.), Maurice Maeterlinck et le drame statique : L'Intruse, Intérieur, drames, Eurédit, 2005, 124 p. (ISBN 978-2-84830-059-7).
- Maurice Maeterlinck et Pascal Alexandre-Bergues (éd.), L’Intruse & Intérieur, Genève, Slatkine, 2005 (ISBN 2-05-101971-1).

### Études
- Paul Gorceix, Dramaturgie de la mort chez Maurice Maeterlinck, Eurédit, 2006, 221 p..
- Adélaïde Jacquemard-Truc, « Le hors-scène et le tragique quotidien chez Maeterlinck », Coulisses, revue de théâtre, no 44,‎ printemps 2012, p. 65-75 (lire en ligne, consulté le 22 juin 2024).
- Hélène Kuntz, « La musicalité contre le dialogue ? », Études théâtrales, vol. 1, no 33,‎ 2005, p. 158 à 166 (lire en ligne, consulté le 22 juin 2024).
- Ginette Michaux, « Où est le père ? Héritage et invention dans le premier théâtre de Maurice Maeterlinck », dans De Sophocle à Proust, de Nerval à Boulgakov : essai de psychanalyse lacanienne, Erès, 2008 (ISBN 9782749209609), p. 129 à 139.
- (en) Paul Earlie, « The Rhetoric of Theatre: Maeterlinck with Freud », Revue internationale de philosophie, vol. 282, no 4,‎ 2017, p. 415-430 (lire en ligne, consulté le 22 juin 2024).
- Véronique Perruchon, « Dramaturgie scénique de la fenêtre : enjeu spatial de la lumière », dans Karolina Katsika, Dedans dehors : Approches pluridisciplinaires de la fenêtre, Presses universitaires de Franche-Comté, 2019 (ISBN 978-2-84867-661-6).